# České Meziříčí
České Meziříčí – gmina w Czechach, w powiecie Rychnov nad Kněžnou, w kraju hradeckim. Według danych z dnia 1 stycznia 2014 liczyła 1 852 mieszkańców.